# Puente Ing. Antonio Dovalí Jaime
El Puente Ingeniero Antonio Dovalí Jaime, también llamado Puente Coatzacoalcos II,  es un puente atirantado carretero de México localizado en el límite de los municipios de Minatitlán e Ixhuatlán del Sureste, en el estado de Veracruz sobre la autopista «Cosoleacaque-Nuevo Teapa»,  conocido popularmente como Coatzacoalcos II, pues cruza el río del mismo nombre. Es un Puente con estructura de concreto armado y acero, con longitud de 1170 m con un vano principal de 288 m y un espacio libre vertical en la parte del canal de navegación hacia Minatitlán.
- Concebido como el eje del progreso económico, social, turístico y cultural del sureste del país.
- Imponente, Estético y Funcional; Considerado en su momento, como una de las 10 obras más importantes del mundo.[2]

## Características

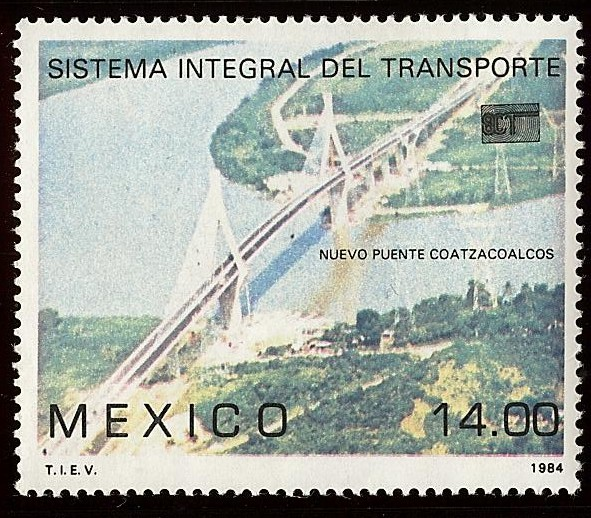
Timbre postal con el Puente Ingeniero Antonio Dovalí Jaime.

Las principales características del puente son:
- Comunica el sur de Veracruz con el estado de Tabasco.
- Circulan por él más de 20 000 vehículos al día.
- Fue inaugurado oficialmente por el presidente de México Miguel de la Madrid el 17 de octubre de 1984, día del Caminero.
- El puente lleva el nombre de «Antonio Dovalí Jaime», destacado ingeniero mexicano.
- Es un puente de concreto armado con 15 apoyos y 14 tramos de diferentes claros; su estructura principal tiene 512 metros de longitud; la superestructura es concreto pre reforzado en sección tipo cajón, con peralte de tres metros y un ancho total de 18 metros para alojar cuatro carriles de circulación y banquetas laterales para peatones; la subestructura la constituyen dos estribos de concreto armado y 13 pilas del mismo material de sección rectangular.
- Cimentación de los pilares tipo profundo hecha a base de 18 pilotes de concreto armado de 30 metros de largo.
- Parte integral de la obra, constituye el libramiento Minatitlán-Coatzacoalcos, con longitud de 33.2 kilómetros; 16.2 kilómetros corresponde a la margen derecha y el resto a la izquierda, con una sección de 22.50 metros para alojar la circulación en cada sentido.
- Participaron 3,500 trabajadores, ingenieros y arquitectos, quienes se enfrentaron a dificultades naturales de la zona.
- El proyecto de construcción del Puente Ing. Antonio Dovalí Jaime, se dio a conocer a finales de 1978.
- El trabajo de trazado, inicio en octubre de 1979; fue en enero de 1980 cuando se inician las excavaciones para la construcción de las pilas.